# ポスキアーヴォ湖
ポスキアーヴォ湖(ポスキアーヴォこ、Lago di Poschiavo)はスイス連邦グラウビュンデン州の湖である。湖面標高962 m。後氷期にポスキアーヴォ谷の西側にあるモンテ・ギュメリン(monte Giümelin)の山腹が崩壊したことで堰止湖が形成された。谷の北はベルニナ峠、南はティラーノである。

## 水力発電
湖南端の取水口からリパワー社(Repower AG)カンポコローニョ水力発電所(Kraftwerk Campocologno、標高520 m)に送水されている。この発電所には2つのプラントがあり、第1発電所は1904～1907年、第2発電所は1950年に建設された。
上流のラーゴ・ビアンコとの間にパル(Palü)、カヴァリア(Cavaglia)、ロッビア(Robbia)の3つの水力発電所がある。既存発電所のリニューアル及びラーゴ・ビアンコとポスキアーヴォ湖を直接繋ぐ1000 MWの揚水発電所建設プロジェクトが2016年に州議会で承認されている。

## 交通
湖の西岸をレーティッシュ鉄道ベルニナ線が通る。湖北端にレ・プレーゼ駅(Le Prese)、南端にミララーゴ駅(Miralago)がある。

## ギャラリー

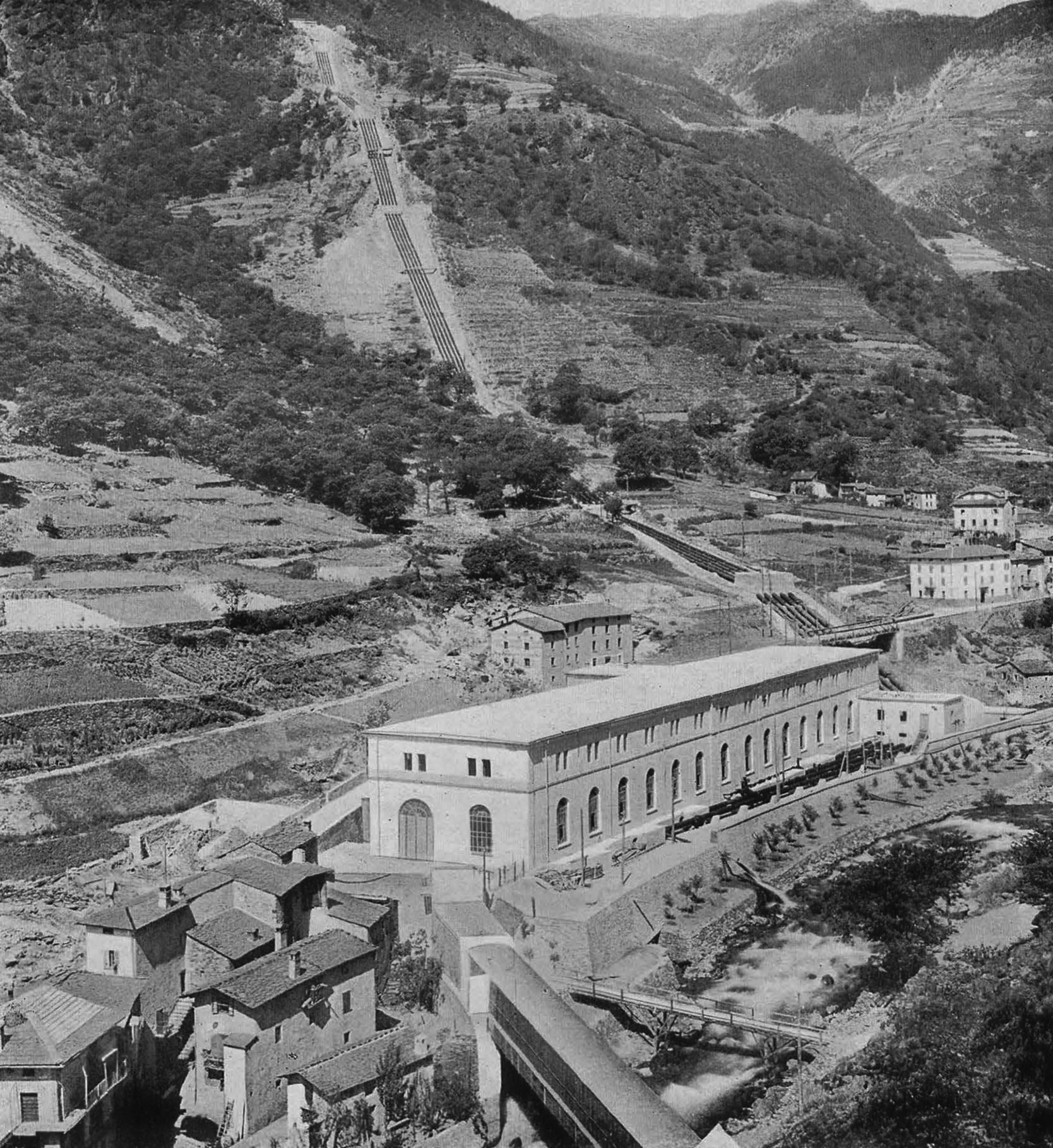
カンポコローニョ水力発電所(Kraftwerk Campocologno)
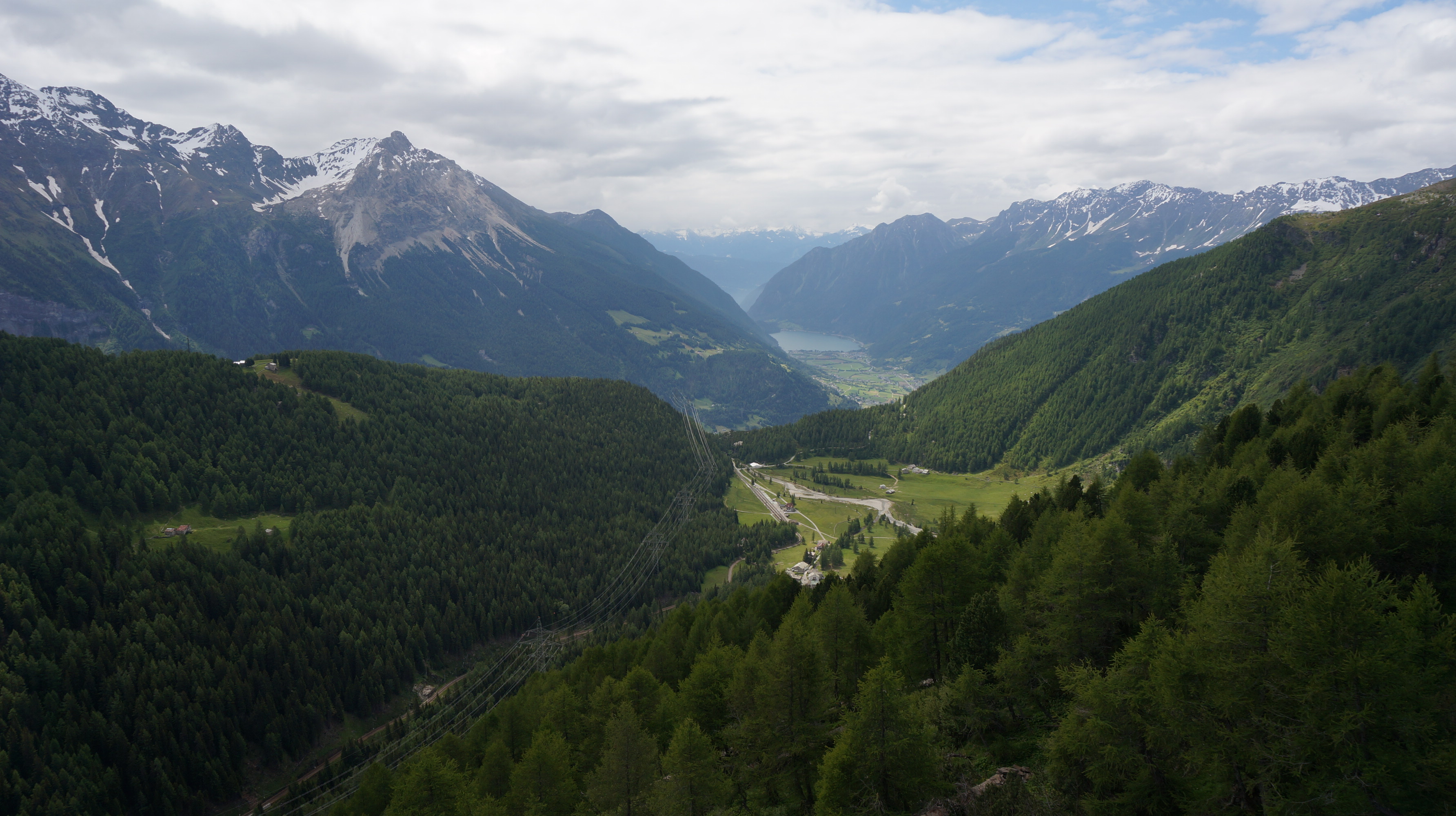
ラーゴ・ビアンコ南ダムから約1.7 km南の地点から見たポスキアーヴォ谷(Val Poschiavo)。約11 km先にポスキアーヴォ湖(Lago di Poschiavo)が見える。